# Bocharov Ruchej

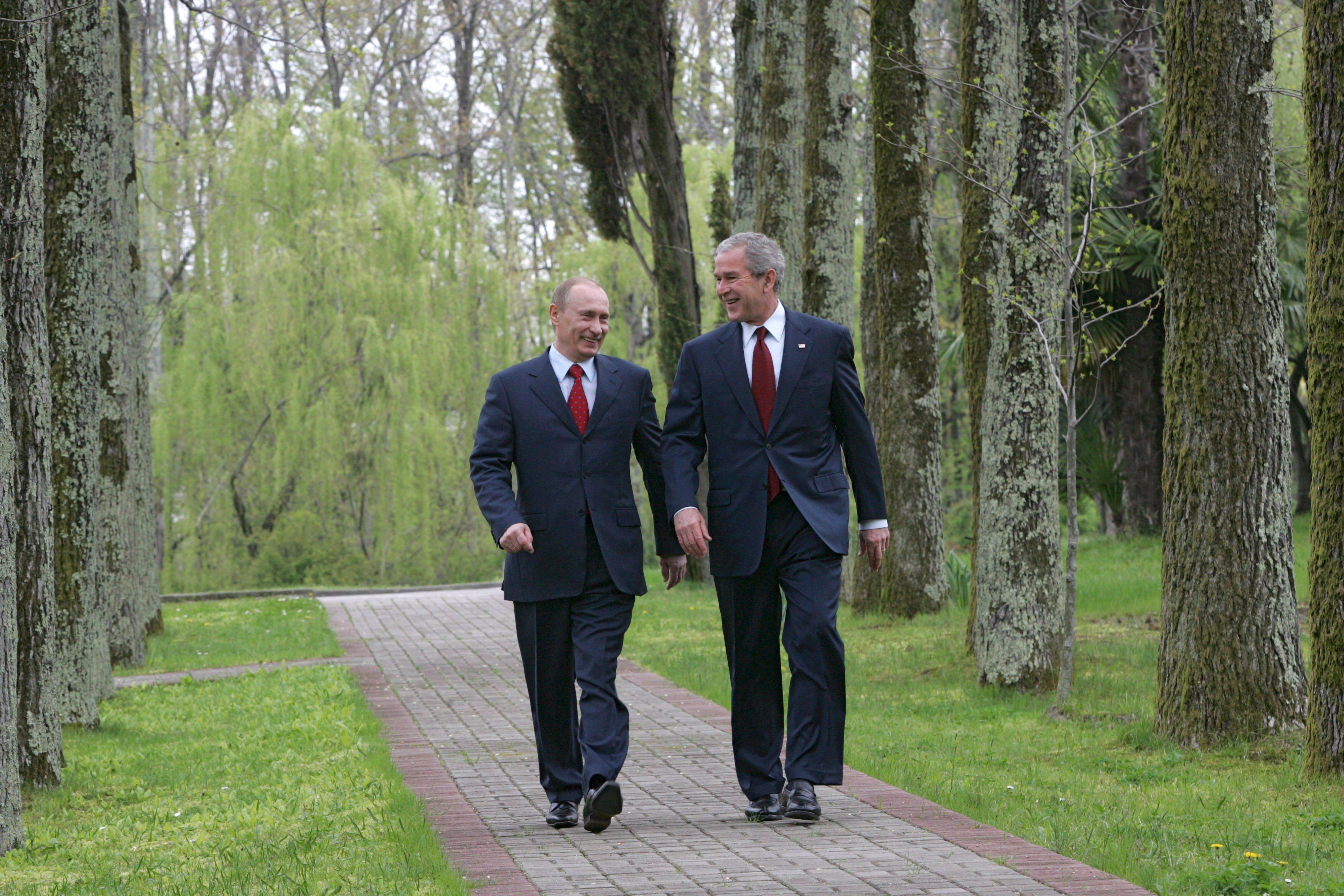
Putin och Bush i residensens park, 2008.

Bocharov Ruchej (ryska: Бочаров Ручей) är en palatsliknande byggnad i Sotji vid Svarta havet och ett av residenserna för den ryska presidenten.
Den ursprungliga byggnaden uppfördes under 1930-talet. Under tiden var flera ledare av Sovjetunionens ministerråd som Stalin och Chrusjtjov samt andra partiledare som Michail Suslov sommargäster. Byggnaden som fanns fram till 2020-talet uppfördes efter uppdrag av Kliment Vorosjilov och den var 1955 färdigställd. Arkitekten var Miron Merchanov och landskapsparken gestaltades av Sergej Venchagov.
Ett möte mellan Vladimir Putin och George W. Bush ägde rum i residensen och Angela Merkel var här gäst till Dmitrij Medvedev. Den ryska nyhetsbyrån Projekt som utför grävande journalistik meddelade att Putin undviker byggnaden sedan mars 2024 på grund av rädsla för en attack med drönare. Olika tidningar skrev i oktober 2024 att palatset blev demolerat efter Putins order så att det inte längre kan vara ett mål för ukrainska angrepp.